# Downpatrick Head
Downpatrick Head är en udde i republiken Irland. Den ligger i grevskapet Maigh Eo och provinsen Connacht, i den nordvästra delen av landet.
Terrängen inåt land är platt åt sydost, men åt sydväst är den kuperad. Trakten runt Downpatrick Head består i huvudsak av gräsmarker.